# 1789
1789 (MDCCLXXXIX) byl rok, který dle gregoriánského kalendáře započal čtvrtkem.

## Události
- 23. ledna – Založení Georgetownské univerzity, nejstarší římskokatolické univerzity ve Spojených státech amerických.
- 4. února – V prvních amerických prezidentských volbách zvítězil George Washington.
- 4. března – Kongres Spojených států amerických se rozdělil na dvě komory.
- 7. dubna – Po 16 letech vlády zemřel osmanský sultán Abdulhamid I. a na trůn nastoupil jeho synovec Selim III.
- 28. dubna – V Tichomoří na anglické lodi Bounty vypukla vzpoura.
- 5. května – Francouzský král Ludvík XVI. svolal na tento den (po 175 letech) generální stavy (1. stav = šlechta, 2. stav = duchovenstvo, 3. stav = poddaní), aby rozhodly o tom, jak zlepšit státní finance. Každý stav měl ve shromáždění jeden hlas. Hlasy prvních dvou stavů (šlechty a duchovenstva) na tomto setkání zamítaly (při jednání trvajícím několik týdnů) každou reformu, kterou navrhoval třetí stav.
- 17. června – Delegáti třetího stavu, kteří svým počtem převyšovali počet delegátů obou prvních stavů, se prohlásili za Národní shromáždění a vyzvali delegáty obou zbylých stavů, aby se k němu přidaly. Francouzský král reagoval tím, že uzavřel sněmovnu, v níž jednání stavů dosud probíhalo.
- 20. června – Zástupci třetího stavu se sešli v míčovně a přísahali (tzv. Přísaha v míčovně), že se nerozejdou, dokud nedají Francii novou ústavu. Výzvu královského úředníka k rozchodu odmítli. K měšťanstvu se připojila většina duchovenstva (biskup Talleyrand) a část šlechty (vévoda Ludvík Filip II. Orleánský). Tak bylo vytvořeno Ústavodárné národní shromáždění, které požadovalo suverenitu vůči Koruně.
- 12. července – V reakci na posilování vojenské posádky v Paříži narůstaly obavy z puče proti Národnímu shromáždění a ve městě došlo k pouličním bojům.
- 13. července – Pařížané, kteří se sešli na nádvoří Palais Royal (vévody Orleánského), se rozhodli (na návrh Camilla Desmoulinse) vytvořit národní gardu a pověřit jejím velením La Fayetta a požadovat odchod armády z povstalé Paříže.

Pád Bastily 14. července 1789

- 14. července – Útokem na pařížskou věznici Bastila začala Velká francouzská revoluce. Byla ustavena Pařížská komuna.
- 16. července – Povstání v Paříži se stalo podnětem k prvním rolnickým povstáním na francouzském venkově, která v provinciích probíhala do konce srpna. Tato povstání byla příčinou Velkého strachu (Grande Peur) francouzské šlechty a její emigrace ze země.
- 27. července – Bylo zřízeno ministerstvo zahraničí Spojených států amerických.
- červenec – Pražský nakladatel Václav Matěj Kramerius začal vydávat Krameriovy císařsko-královské vlastenecké noviny, první noviny v češtině.
- 4. srpna – Francouzské Ústavodárné národní shromáždění zrušilo srpnovými dekrety dosavadní společenské a politické uspořádání, tzv. Ancien régime. Šlechta ztratila privilegia a byla vyhlášena občanská rovnost.
- 22. srpna – Rusko-turecká válka: Ruská armáda porazila osmanskou v bitvě na řece Rimnik.
- 26. srpna – Francouzské Ústavodárné národní shromáždění přijalo Deklaraci práv člověka a občana.
- 25. září – Kongres Spojených států amerických schválil dodatky Jamese Madisona k americké ústavě, které o dva roky později vstoupily v platnost jako Listina práv.
- 5.–6. říjen – Nedostatek potravin vyvolal v Paříži nové bouře, při kterých se ženy z pařížských tržnic vydaly do Versailles a přinutily královskou rodinu, aby přesídlila do pařížských Tuilerií. Do Paříže se přesunulo i Národní shromáždění.
- 8. října – Po třítýdenním obléhání Bělehradu rakouskou armádou pod vedením generála Laudona Osmané město vydali.
- 2. listopadu – Francouzské Národní shromáždění rozhodlo (568 hlasy proti 346) o znárodnění církevních statků (o vydání církevních statků národu).
- Generál Laudon v čele rakouské armády dobyl na Turcích Bělehrad, Novou Ršavu a Požarevac a dostal pod kontrolu větší část Srbska a Malé Valašsko.
- Prusko a Švédsko se v rakousko-turecké válce stali spojenci Osmanské říše.
- Ve Francii byla vydána kniha abbé Sieyése: Co je třetí stav?.
- V Paříži se začalo prodávat rajče jedlé, pěstované dosud v Evropě jen jako okrasná rostlina.
- V Praze na Starém Městě byl zrušen kostel svatého Jana Křtitele.

### Probíhající události
- 1787–1792 – Rusko-turecká válka
- 1788–1791 – Rakousko-turecká válka
- 1789–1799 – Velká francouzská revoluce

## Vědy a umění
- Německý chemik Martin Heinrich Klaproth objevil chemické prvky uran a zirkonium.
- Francouzský chemik Antoine Lavoisier vydal své hlavní dílo Pojednání o základech chemie (Traité élémentaire de chimie).
- Francouzský chemik Nicolas Leblanc popsal průmyslovou výrobu sody. Ta se tehdy stala důležitým chemickým výrobkem a byla nezbytná pro textilní průmysl, sklářství, mydlářství (výroba mýdla).
- Britský stavitel William Jessop zkonstruoval kolo s okolkem a nákolkem, čímž zlepšil vedení dvojkolí a zvýšil rychlost vlaků.
- V Čechách se konaly pokusy s hnojením jetele i obilí mletou sádrou.
- V Šumperku se objevily první spřádací stroje v manufaktuře na výrobu manšestru. Je to první předzvěst počátků průmyslové revoluce v Čechách.

## Narození

### Česko
- 16. března – Josef Mirovít Král, kněz, obrozenecký spisovatel, básník a překladatel († 13. února 1841)
- 21. července – Joseph Maria Wolfram, hudební skladatel a politik († 30. září 1839)
- červenec – Josef Linda, spisovatel († 10. února 1834)
- 31. prosince – Georg Böhm, západočeský lidový sochař († 11. února 1853)

### Svět

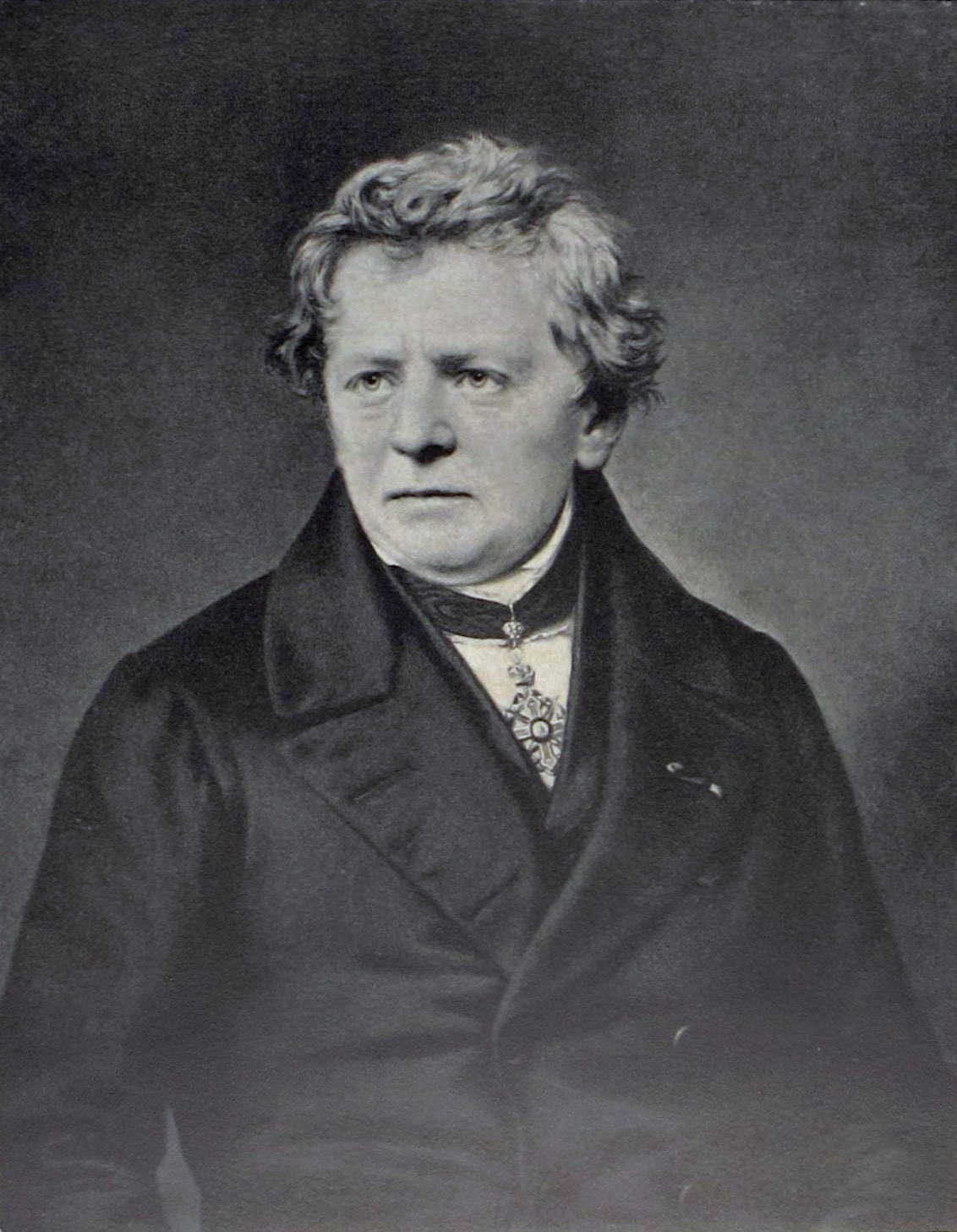
Georg Simon Ohm (* 16. března)

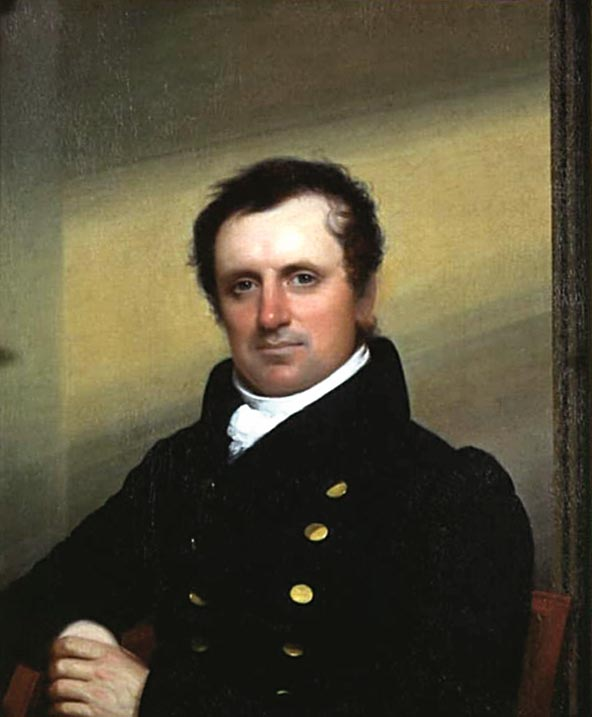
James Fenimore Cooper (* 15. září)

- 3. ledna – Carl Gustav Carus, německý malíř, lékař, psycholog, fyziolog a botanik († 28. července 1869)
- 26. ledna – Józef Damse, polský skladatel († 15. prosince 1852)
- 1. února – Hippolyte Chelard, francouzský skladatel († 12. února 1861)
- 9. února – Franz Xaver Gabelsberger, německý vynálezce těsnopisu († 4. ledna 1849)
- 16. března
  - Georg Simon Ohm, německý fyzik († 6. července 1854)
  - Hibetullah Sultan, osmanská princezna a dcera sultána Abdulhamida I. († 18. září 1841)
- 10. dubna – Amálie Luisa Arenberková, bavorská vévodkyně († 4. dubna 1823)
- 19. dubna – Martin Hamuljak, slovenský jazykovědec, redaktor a vydavatel († 31. března 1859)
- 30. června – Horace Vernet, francouzský malíř († 17. ledna 1863)
- 3. července – Friedrich Overbeck, německý malíř († 12. listopadu 1869)
- 27. června – Friedrich Silcher, německý hudební skladatel († 26. srpna 1860)
- 19. července – John Martin, anglický malíř († 17. února 1854)
- 6. srpna – Friedrich List, německý národohospodář († 30. listopadu 1846)
- 9. srpna – Nicolas-Charles Bochsa, francouzský harfeník, skladatel a dirigent († 6. ledna 1856)
- 21. srpna – Augustin Louis Cauchy, francouzský matematik († 23. května 1857)
- 28. srpna – Stéphanie de Beauharnais, adoptivní dcera Napoleona Bonaparte († 29. ledna 1860)
- 5. září – Clarke Abel, britský lékař, cestovatel a botanik († 24. listopadu 1826)
- 15. září – James Fenimore Cooper, americký spisovatel († 14. září 1851)
- 17. září – Friedrich Wilhelm Schadow, německý romantický malíř († 19. března 1862)
- 20. září – Menachem Mendel Schneersohn, chasidský rabín († 29. března 1866)
- 28. září – Richard Bright, anglický lékař († 16. prosince 1858)
- 24. října – Ramon Carnicer, katalánský hudební skladatel a dirigent († 17. března 1855)
- 25. října – Heinrich Schwabe, německý astronom († 11. dubna 1875)
- 30. října – Luisa Šarlota Dánská, dánská princezna († 28. března 1864)
- 11. listopadu – Pietro Tenerani, italský sochař († 14. prosince 1869)

## Úmrtí

### Česko
- 15. ledna – Johann Bergl, malíř (* 23. října 1718)
- 7. června – Václav Jan Kopřiva, skladatel (* 8. února 1708)
- 20. srpna – Jan Michael Angstenberger, skladatel (* 2. ledna 1717)
- 12. září – František Xaver Richter, skladatel a houslista (* 1. prosince 1709)
- 7. prosince – Emanuel Arnošt z Valdštejna, duchovní, biskup litoměřický (* 17. července 1716)

### Svět
- 1. ledna – Johann Ernst Basilius Wiedeburg, německý matematik, fyzik a astronom (* 24. června 1733)
- 21. ledna – Paul Heinrich Dietrich von Holbach, francouzský přírodovědec (* 8. prosince 1723)
- 23. ledna – John Cleland, anglický spisovatel, autor prvního pornografického románu (* 24. září 1709)
- 21. února – Karel Boromej Josef z Lichtenštejna, rakouský šlechtic (* 29. září 1730)
- 23. března – Thomas Osborne, 4. vévoda z Leedsu, britský politik a šlechtic (* 6. listopadu 1713)
- 7. dubna – Abdulhamid I., osmanský sultán (* 20. března 1725)
- 4. června – Ludvík Josef Bourbonský, nejstarší syn francouzského krále Ludvíka XVI. (* 22. října 1781)
- 12. června – Jean-Étienne Liotard, francouzský malíř švýcarského původu (* 22. prosince 1702)
- 19. listopadu – Marie Anna Habsbursko-Lotrinská, rakouská arcivévodkyně, dcera Marie Terezie a Františka I. Štěpána (* 6. října 1738)
- 3. prosince – Claude Joseph Vernet, francouzský malíř (* 14. srpna 1714)
- 4. prosince – Étienne Jeaurat, francouzský malíř (* 9. února 1699)
- 28. prosince – Auguste Denis Fougeroux de Bondaroy, francouzský botanik (* 10. října 1732)
- neznámé datum – Jan Rudolf Ignác Celesta z Celestinu, slezský šlechtic, císařský rada a hodnostář

## Hlavy států
- Francie – Ludvík XVI. (1774–1792)

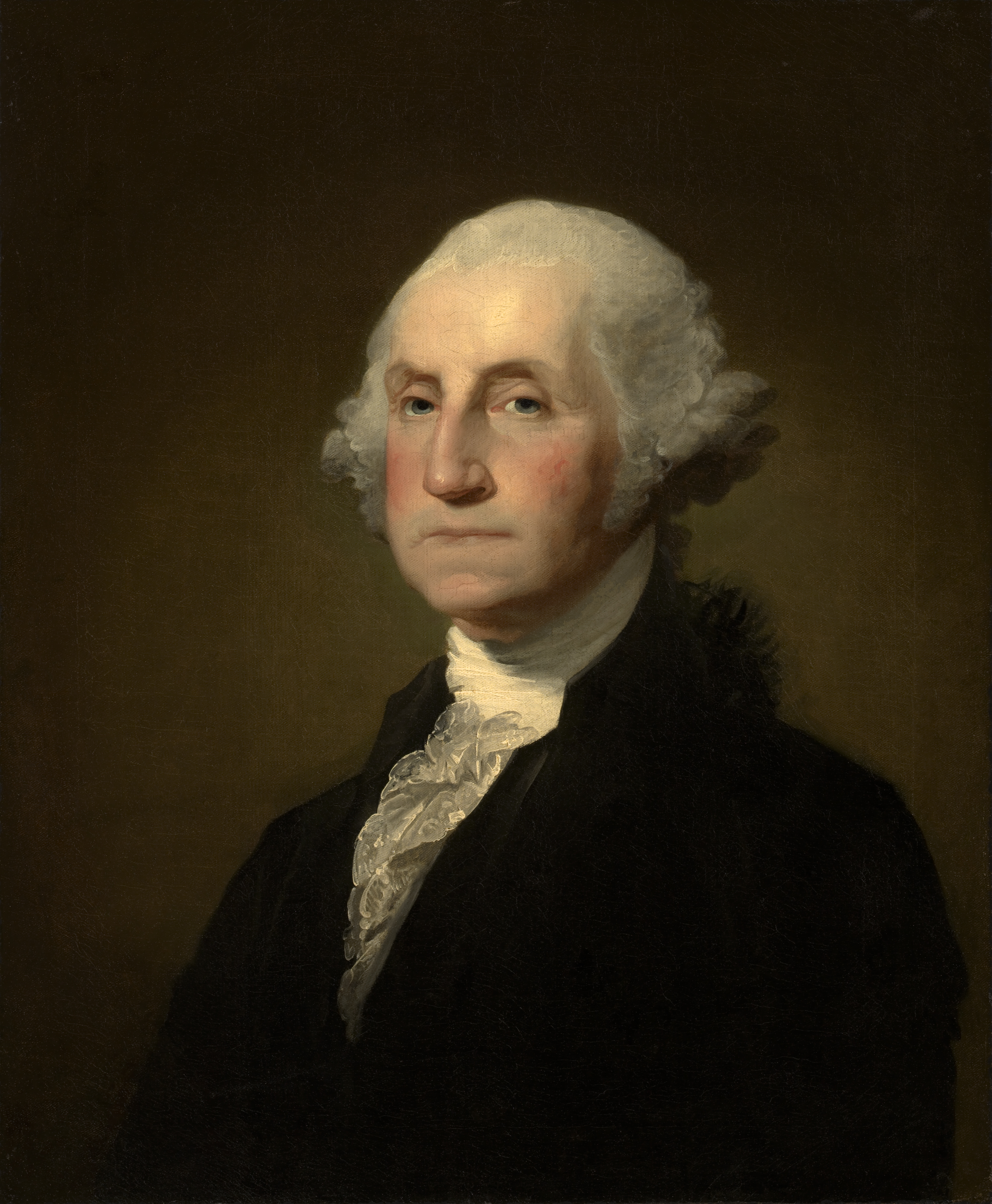
Prvním americkým prezidentem se stal George Washington

- Habsburská monarchie – Josef II. (1780–1790)
- Osmanská říše – Abdulhamid I. (1774–1789) / Selim III. (1789–1807)
- Polsko – Stanislav II. August Poniatowski (1764–1795)
- Prusko – Fridrich Vilém II. (1786–1797)
- Rusko – Kateřina II. Veliká (1762–1796)
- Španělsko – Karel IV. (1788–1808)
- Švédsko – Gustav III. (1771–1792)
- USA – George Washington (1789–1797)
- Velká Británie – Jiří III. (1760–1820)
- Svatá říše římská – Josef II. (1765–1790)
- Papež – Pius VI. (1774–1799)
- Japonsko – Kókaku (1780–1817)